# Midnight Juggernauts
Midnight Juggernauts est un groupe de musique électronique constitué de trois Australiens originaires de Melbourne.
Leur premier album, Dystopia, est sorti en août 2007 en Australie et en Nouvelle-Zélande, en décembre 2007 en France. Ils se sont au départ fait connaître en remixant les groupes The Presets ou Electric Six. Les membres, Vincent (synthé/voix/basse), Andy (guitare/synthé/basse/voix) et Daniel (batterie) ont beaucoup écouté New Order ou encore Electric Light Orchestra.
Peu connus en France, les Midnight Juggernauts comptent déjà parmi leurs fans les groupes Daft Punk et Justice[réf. nécessaire].

## Discographie

### Albums
- Dystopia - Siberia/Inertia Distribution (4 août 2007) AUS #21
- The Crystal Axis - Siberia (28 mai 2010) AUS #20
- Uncanny Valley - Record Makers (2013)

### Singles
- 45 and Rising 12" - Cutters (CUTTERS002) (Mai 2006)
- Road to Recovery - Siberia (Juillet 2007)
- Shadows" 12 - Siberia (21 février 2008)
- Into the Galaxy 12" - Siberia (29 septembre 2008)
- This New Technology - Bandroom (2009)
- Vital Signs (2 avril 2010)

### Vidéos
- "Raised by Wolves" extrait de Midnight Juggernauts EP (2005)
- "45 and Rising" extrait de Secrets of The Universe EP (2006), réalisé par Krozm
- "Shadows" extrait de Secrets of The Universe EP (2006), réalisé par Krozm
- "Road to Recovery" (2007), réalisé par Krozm
- "Into the Galaxy-Original" (2008), réalisé par Krozm
- "Tombstone" (2008), réalisé par Krozm
- "Into the Galaxy-New Video" (2008), réalisé par Dir. Rozan & Schmeltz (Partizan)
- "This New Technology" (2009), réalisé par Special Problems
- "Vital Signs" (2010), réalisé par Krozm
- "Midnight Juggernauts live au Bataclan, Paris" (2010), réalisé par Grandcrew.com

### Remixes
- The Presets : Down Down Down (2006)
- Dragonette : I Get Around (2006)
- Electric Six : Future Is in the Future (2006)
- K.I.M. : Wet N' Wild (2006)
- Damn Arms : The Cormorant (2007)
- Sébastien Tellier : Divine (2008)
- Cansei de Ser Sexy : Left Behind (2008)
- Cut Copy : Hearts On Fire (2008)
- Johnny Cash : Port Of Lonely Hearts (2008)